# مهدي الحسيني
مهدي الحسيني (1956 بغداد، العراق-12 حزيران/ 
يوليو 2020 في بغداد، العراق) ممثل عراقي.
 توفى بسبب جلطة قلبية.

## الأعمال

### مسلسلات
- ذئاب الليل (ج1)[4] (1990)
- بيت العنكبوت[5] (1995)
- حكايات المزرعة[6] (1995)
- الكلم الطيب[7] (1996)
- الهروب إلى الوهم[8] (1996)
- خطوط ساخنة[9] (1996)
- أوائل العرب (1996)
- أحفاد نعمان[10] (1997)
- الذخائر[11] (1997)
- راعي الأشهبه[12] (1997)
- مضت مع الريح[13] (1997)
- اليسر بعد العسر[14] (1998)
- بركان الغضب[15] (1998)
- حادثات قبل نزول الآيات ج2[16] (1998)
- حكايات قبل أن تنزل الآيات ج1[17] (1998)
- شخصيات لم ينصفها التاريخ[18] (2001)
- مناوي باشا ج1[19] (2001)
- النوابغ[20] (2002)
- أنه القحط[21] (2002)
- مناوي باشا ج2[22] (2002)
- وراء الأبواب[23] (2002)
- أبو العلاء المعري[24] (2004)
- سبع عيون[25] (2004)
- خاص جداً[26] (2005)
- رياح الماضي[27] (2005)
- سبع عيون[28] (2005)
- شوف عالمكشوف[29] (2005)
- مناوي باشا ج3[30] (2005)
- عائلة في زمن العولمة (ج2)[31] (2006)
- مبروك[32] (2006)
- عائلة في زمن العولمة (ج2)[31] (2006) (مدير الإنتاج)
- جري السلالم[33] (2007)
- نعم يخفى القمر[34] (2007)
- أبو حقي[35] (2008)
- الاختطاف[36] (2008)
- الباشا[37] (2008)
- Haydar-Khana[38] (2008)
- الرحيل[39] (2008)
- أماني للسيدات[40] (2008)
- الحب والسلام[41] (2009)
- بكاء الحجر[42] (2009)
- هدوء نسبي[43] (2009)
- آخر الملوك[44] (2010) (محمد الصدر)
- السيدة[45] (2010) (ضيف شرف)
- هناك حكاية أخرى[46] (2010) (حضور متميز)
- فاتنة بغداد[47] (2011)
- فرقة ناجي عطا الله[48] (2012) (دكتور شلاكه)
- م.م[49] (2012)
- غسل ولبس[50] (2016) (ضيف شرف)
- مدينة النانرج (زنوبيا والصمرقع)[51] (2016)
- الفندق[52] (2019) (ضيف شرف)
- أيّام الإجازة 2[53] (2019) (إدارة إنتاج)
- أحلام السنين[54] (2020) (الملا حسوني)
- عائلة خارج التغطية[55] (2020) (مدير الإنتاج)

### أفلام
- الفرار[56] (1980)
- أحلام[57] (2005)

### مسرحية
- البوابة[58] (1974)
- الرأس[59] (1975)
- المعادلة[60] (1975)
- سليمان الحلبي[61] (1980)
- ابن المغزلي[62] (1981)
- فصد الدم[63] (1983)
- الحاجز[64] (1993)
- السرداب[65] (1993)
- ردهة رقم 6[66] (1995)
- سن العقل[67] (1996)
- الهجرة إلى الحب[68] (2001)